# Sittard War Cemetery
Sittard War Cemetery is een Brits ereveld gelegen aan de Kromstraat in de Nederlandse plaats Sittard.

## Beschrijving
Op de begraafplaats liggen 252 doden uit de Tweede Wereldoorlog begraven, afkomstig uit landen van het Gemenebest. Het merendeel van de hier begraven doden is gesneuveld in januari en februari 1945, alsook enkelen in november 1944. De meesten behoorden tot de Schotse regimenten van de 52nd (Lowland) Division, dat betrokken was bij de gevechten (onder de naam Operation Blackcock) in de omgeving, van 18 tot 24 januari 1945. Die hadden tot doel een door de Duitsers bezette saillant ten westen van de Roer te veroveren. 
Dennis Donnini, die op 19-jarige leeftijd sneuvelde, ligt ook hier begraven. Hij is de jongste soldaat uit de Tweede Wereldoorlog die werd onderscheiden met het Victoria Cross.
Op de begraafplaats staat een herdenkingskruis (Cross of Sacrifice) naar ontwerp van Sir Reginald Blomfield. Het is uitgevoerd in natuursteen, en er is een bronzen zwaard op aangebracht.

## Beheer
De Commonwealth War Graves Commission is verantwoordelijk voor de begraafplaats. Er zijn een register en een gastenboek aanwezig.